# Pergine Valsugana
Pergine Valsugana (trentí Pérzen) és un municipi italià, dins de la província de Trento. L'any 2007 tenia 19.259 habitants. Limita amb els municipis de Baselga di Pinè, Bosentino, Calceranica al Lago, Caldonazzo, Civezzano, Fornace, Frassilongo, Levico Terme, Novaledo, Sant'Orsola Terme, Tenna, Trento, Vignola-Falesina i Vigolo Vattaro.

## Administració
| Període | Identitat   | Partit        |
| ------- | ----------- | ------------- |
| 2008-   | Marco Osler | Llista cívica |